# Formigueret de Dugand
El formigueret de Dugand (Herpsilochmus dugandi) és una espècie d'ocell de la família dels tamnofílids (Thamnophilidae).

## Hàbitat i distribució
habita la selva humida a les terres baixes del sud-est de Colòmbia i nord-est d'Equador.